# Simaetha robustior
Simaetha robustior är en spindelart som först beskrevs av Eugen von Keyserling 1882.  Simaetha robustior ingår i släktet Simaetha och familjen hoppspindlar. Inga underarter finns listade i Catalogue of Life.